# Lew Hoad
Lewis Alan Hoad, detto Lew (Glebe, 23 novembre 1934 – Fuengirola, 3 luglio 1994), è stato un tennista australiano.
Nel 1979, nella sua autobiografia, Jack Kramer lo ha inserito nella lista dei 21 migliori giocatori nella storia del tennis.

## Carriera
(Nicola Pietrangeli)
A partire dal 1952 si è classificato per cinque anni consecutivi tra i primi dieci tennisti dilettanti raggiungendo la prima posizione nel 1956. In quell'anno ha vinto gli Australian Championships, battendo il suo compagno di doppio Ken Rosewall in quattro set; gli Internazionali di Francia, battendo Sven Davidson e il Torneo di Wimbledon, battendo ancora Rosewall. 
Non gli è riuscito di diventare il secondo tennista della storia a conseguire il Grande Slam, perdendo contro Ken Rosewall agli U.S. National Championships del 1956. Con queste vittorie fa comunque parte di quel gruppo ristretto di tennisti (10) che sono riusciti a vincere tre titoli dello Slam in una sola stagione. L'anno successivo rimanda il suo passaggio al professionismo per vincere ancora il Torneo di Wimbledon, battendo il connazionale Ashley Cooper. 

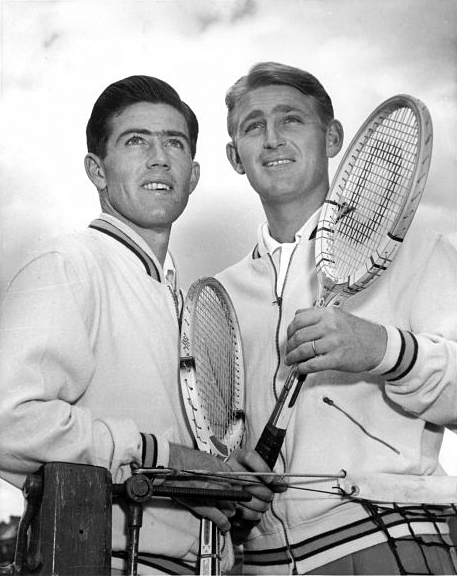
Lo straordinario doppio Hoad-Rosewall, nella Coppa Davis 1954

Oltre ai quattro titoli nel singolare, ha vinto otto titoli nel doppio maschile: gli Australian Championships nel 1953 e nel 1956, gli Internazionali di Francia nel 1953 e gli U.S. National Championships, nel 1953 e nel 1956, sempre in coppia con Ken Rosewall. A Wimbledon ha vinto nel 1953 con Rosewall, nel 1955 con Rex Hartwig (battendo Neale Fraser e Rosewall) e nel 1956 con Rosewall (battendo Nicola Pietrangeli e Orlando Sirola). Sia nel 1953 che nel 1956, il doppio Hoad-Rosewall si aggiudicò tre tornei su quattro del grande slam. Hoad ha vinto anche il doppio misto agli Internazionali di Francia 1954, in coppia con Maureen Connolly, per un totale di tredici titoli nel tornei del Grande Slam. 
Ha vinto il singolare agli Internazionali d'Italia del 1956 ed è stato finalista nel 1953 a soli diciotto anni. A Roma ha vinto tre volte il torneo di doppio, in coppia con Ken Rosewall nel 1953, e con Jaroslav Drobný nel 1956 e nel 1957. Ancora nel 1972, trentasettenne, è giunto in finale nel doppio, al Foro italico, in coppia con Frew McMillan.
Hoad ha fatto parte della nazionale australiana di Coppa Davis tra il 1952 e il 1956, vincendo quattro volte il trofeo. In questa competizione viene ricordata la sua partita, ad appena diciannove anni, contro il già affermato Tony Trabert; dopo una lotta titanica riesce a vincere per 13-11, 6-3, 3-6, 2-6, 7-5 aiutando così la propria nazionale a conservare il titolo.
Alcuni infortuni fisici gli hanno condizionato la carriera di tennista professionista, negandogli gli eccezionali risultati raggiunti da amatore. È stato comunque due volte finalista agli U.S. Pro (1958 e 1959), tre volte consecutive a Wembley (1961, 1962 e 1963) e due volte ai French Pro (1960 e 1962). È stato inserito nella International Tennis Hall of Fame nel 1980.

## Finali del Grande Slam

### Vinte (4)
| Anno | Torneo                   | Avversario in finale | Risultato          |
| 1956 | Australian Championships | Ken Rosewall         | 6–4, 3-6, 6-4, 7-5 |
| 1956 | Roland Garros            | Sven Davidson        | 6-4, 8-6, 6–3      |
| 1956 | Wimbledon                | Ken Rosewall         | 6-2, 4-6, 7-5, 6-4 |
| 1957 | Wimbledon                | Ashley Cooper        | 6-2, 6-1, 6-1      |

### Perse (2)
| Anno | Torneo                   | Avversario in finale | Risultato          |
| 1955 | Australian Championships | Ken Rosewall         | 7-9, 4-6, 4-6      |
| 1956 | U.S. Championships       | Ken Rosewall         | 6-4, 2-6, 3-6, 3-6 |